# Michael Jelenic
Michael Christopher Jelenic (Los Angeles, 12 maggio 1977) è un animatore, sceneggiatore, produttore televisivo e regista statunitense, candidato a quattro Premi Emmy.

## Biografia
Michael Jelenic è nato il 12 maggio 1977 a Los Angeles, in California. Ha 4 fratelli ed è di origine croata. Suo padre, Albert, era originario di Zdrelac, sull'isola di Pasman, ed è emigrato negli Stati Uniti d'America nel 1965 per studiare ingegneria. Dal 2008 al 2011, ha prodotto la serie animata Batman: The Brave and the Bold, di cui è stato anche autore e sceneggiatore. Successivamente, ha prodotto Thundercats e Be Cool, Scooby-Doo!. Nel 2013, ha sviluppato assieme a Aaron Horvath la serie Teen Titans Go!, per la quale è stato candidato a tre Premi Emmy. Nel 2023, ha diretto con Aaron Horvath il film Super Mario Bros. - Il film. 

## Vita privata
È sposato con Maggie Martin Jelenic ed ha 3 figli. Sua figlia Juliet ha doppiato Lumalee nel film Super Mario Bros. - Il film. 

## Filmografia

### Sceneggiatore

#### Cinema
- Batman contro Dracula (The Batman vs. Dracula), regia di Michael Gouguen (2005)
- Wonder Woman, regia di Lauren Montgomery (2009)
- Lego DC Comics Super Heroes: Justice League vs. Bizarro League, regia di Brandon Vietti (2015)
- Batman: Return of the Caped Crusaders, regia di Rick Morales (2016)
- Batman vs. Two-Face, regia di Rick Morales (2017)
- Teen Titans Go! - Il film (Teen Titans Go! To the Movies), regia di Aaron Horvath e Peter Rida Michail (2018)

#### Televisione
- Le avventure di Jackie Chan (Jackie Chan Adventures) - serie animata, 6 episodi (2002-2004)
- The Batman - serie animata, 4 episodi (2005-2006)
- Ben 10 - serie animata, episodio 4x01 (2007)
- Gli amici immaginari di casa Foster (Foster's Home for Imaginary Friends) - serie animata, 9 episodi (2007-2008)
- Legion of Super Heroes - serie animata, 3 episodi (2007-2008)
- Batman: The Brave and the Bold - serie animata, 2 episodi (2008-2009)
- Le meravigliose disavventure di Flapjack (The Marvelous Misadventures of Flapjack) - serie animata, 21 episodi (2009-2010)
- Thundercats - serie animata, episodio 1x01 (2011)
- Elf: Buddy's Musical Christmas, regia di Mark Caballero e Seamus Walsh - speciale TV (2013)
- Teen Titans Go! - serie animata, 209 episodi (2013-2020)

#### Cortometraggi
- Superman/Shazam!: The Return of Black Adam, regia di Joaquim Dos Santos (2010)

### Produttore

#### Cinema
- Batman: Return of the Caped Crusaders, regia di Rick Morales (2016)
- Batman vs. Two-Face, regia di Rick Morales (2017)
- Scooby-Doo! e Batman - Il caso irrisolto (Scooby-Doo! & Batman: The Brave and the Bold), regia di Jake Castorena (2018)
- Teen Titans Go! - Il film (Teen Titans Go! To the Movies), regia di Aaron Horvath e Peter Rida Michail (2018)

#### Televisione
- Batman: The Brave and the Bold - serie animata, 65 episodi (2008-2011)
- Thundercats - serie animata, 26 episodi (2011-2012)
- Teen Titans Go! - serie animata, 231 episodi (2013-2020)
- ThunderCats Roar - serie animata, 28 episodi (2020)
- Be Cool, Scooby-Doo! - serie animata, 35 episodi (2015-2017)
- Teen Titans Go! Vs. Teen Titans, regia di Jeff Mednikow - film TV (2019)

### Regista

#### Cinema
- Super Mario Bros. - Il film (The Super Mario Bros. Movie), co-regia con Aaron Horvath (2023)

#### Televisione
- Teen Titans Go! - serie animata, episodio 3x53 (2013)

### Doppiatore
- Teen Titans Go! - serie animata, episodio 6x14 (2020)

## Riconoscimenti
- Premio Emmy[13]
  - 2010 - Candidatura alla miglior colonna sonora in una serie per Batman: The Brave and the Bold
  - 2017 - Candidatura alla miglior serie animata di fiction breve per Teen Titans Go!
  - 2018 - Candidatura alla miglior serie animata di fiction breve per Teen Titans Go!
  - 2019 - Candidatura alla miglior serie animata di fiction breve per Teen Titans Go!